# Seznam ameriških muzikologov
Seznam ameriških muzikologov.

## C
Henry Cowell

## G
Donald Jay Grout

## K
Leon Knopoff - Walter William Kolar ? - Henry Edward Krehbiel - 

## L
H. C. Robbins Landon - Robert Lissauer - Alan Lomax (1915-2002) - John Lomax (1867–1948) - Ruby Terrill Lomax - 

## M
Alfred Mann (1917–2006)

## N
William S. Newman - 

## P
Robert Palmer - Alejandro Planchart -

## S
Harvey Sachs - Pete Seeger - Eileen Southern - Nicolas Slonimsky? - Robert Strassburg -

## T
Richard Taruskin

## W
John Wesley Work III. - 